# Proholoscotolemon nemastomoides
Proholoscotolemon
Genre
Espèce
Synonymes
- Gonyleptes nemastomoides C. L. Koch & Berendt, 1854

Proholoscotolemon nemastomoides, unique représentant du genre Proholoscotolemon, est une espèce fossile d'opilions laniatores de la famille des Cladonychiidae.

## Distribution
Cette espèce a été découverte dans de l'ambre de la Baltique. Elle date de l'Éocène.

## Description
L'holotype redécrit par Ubick et Dunlop en 2005 mesure 3 mm.

## Systématique et taxinomie
Cette espèce a été décrite sous le protonyme Gonyleptes nemastomoides par C. L. Koch et Berendt en 1854. Elle est placée dans le genre Proholoscotolemon par Ubick et Dunlop en 2005.

## Publications originales
- C. L. Koch, & Berendt, 1854 : Die im Bernstein befindlichen Myriapoden, Arachniden und Apteren der Vorwelt. Die im Bernstein Befindlichen Organischen Reste der Vorwelt Gesammelt in Verbindung mit Mehreren Bearbeitet und Herausgegeben, Nicolai, Berlin, vol. 1, no 2, p. 1-124 (texte intégral) (de).
- Ubick & Dunlop, 2005 : « On the placement of the Baltic amber harvestman Gonyleptes nemastomoides Koch & Berendt, 1854, with notes on the phylogeny of Cladonychiidae (Opiliones, Laniatores, Travunioidea). » Mitteilungen aus dem Museum für Naturkunde in Berlin - Geowissenschaftliche Reihe, vol. 8, no 1, p. 75–82.